# U.S. Route 2
U.S. Route 2 (också kallad U.S. Highway 2 eller med förkortningen  US 2) är en amerikansk landsväg. Den går ifrån Everett Washington i väster till Houlton Maine i öster och sträcker sig totalt 4150 km. Som dess nummer indikerar, är det den nordligaste öst-västliga vägen. Vägen delades i två delar eftersom om den vore hel så skulle en del vara tvungen att gå igenom Kanada. 
US 2 förbinder de större nordliga städerna, bland annat: St. Ignace, Escanaba, Superior, Duluth, Grand Rapids, Grand Forks, Minot, Havre, Browning, Kalispell, Bonners Ferry, Sandpoint, Newport, Spokane, Davenport, Cashmere, Leavenworth, Monroe och Everett.